# Lae (Marshall)
Lae è un atollo dell'Oceano Pacifico.  Appartenente alle isole Ralik è amministrativamente una municipalità delle Isole Marshall.
Durante la seconda guerra mondiale è stato sede di un'importante base aerea giapponese.
Ha una superficie di 1,45 km², e 322 abitanti (1999).

## Popolazione
| Popolazione |      |      |      |      |      |      |  |  |  |
| Anno        | 1958 | 1967 | 1973 | 1980 | 1988 | 1999 |  |  |  |
| Abitanti    | 165  | 131  | 154  | 237  | 319  | 322  |  |  |  |
|             |      |      |      |      |      |      |  |  |  |